# Tamás Major
Tamás Major (tasnádi Major-Maróthy) (n. 26 ianuarie 1910, Újpest⁠(d), Țările Coroanei Sfântului Ștefan, Austro-Ungaria – d. 13 aprilie 1986, Budapesta, Republica Populară Ungară) a fost un actor, regizor și director de teatru maghiar, dublu laureat al premiului Kossuth, distins cu titlul de maestru al artei.

## Familie
S-a crezut în mod eronat că era de origine evreiască, dar de fapt s-a născut într-o familie de mici nobili de religie romano-catolică. Tatăl său era György Gyula Major, funcționar superior în Ministerul Finanțelor, iar mama sa Mária Rózsa Krisztina Papp. Fratele său, Ákos Major, a fost judecător militar în perioada regimului horthyst, apoi a făcut parte din Tribunalul Poporului care a judecat procesele criminalilor de război, pronunțând mai multe condamnări la moarte în perioada 1945-1950.

## Biografie
A absolvit Academia de Teatru și Film din Budapesta în 1930 și a fost angajat în 1931 la Teatrul Național din Budapesta, unde începuse să joace din 1928 când era student în anul I. A fost director al Teatrului Național din Budapesta în perioada 1945-1962, apoi a fost regizor principal până în 1978. Începând din 1947 a fost profesor de regie la Academia de Teatru și Film din Budapesta. A fost ales membru corespondent al Berliner Akademie der Künste. S-a numărat printre fondatorii Teatrului József Katona din Budapesta (1982).
Printre piesele regizate de el se numără în principal piesele lui Shakespeare și Brecht. Una dintre cele mai remarcabile producții teatrale puse în scenă a fost Tragedia omului a lui Madách (1964) realizată după o concepție nouă, fără patetismul spectacolelor anterioare. În calitate de regizor a urmărit îmbunătățirea mijloacelor de exprimare artistică, observată, de exemplu, în punerea în scenă a spectacolelor cu Romeo și Julieta în 1971.
A avut, de asemenea, realizări importante ca actor, interpretând mari roluri pe o gamă extrem de largă de la comedie până la tragedia clasică. A fost Shylock în Neguțătorul din Veneția (1942), Tartuffe (1945) și Richard al III-lea (1955). A apărut, de asemenea, în filme (de exemplu, Mephisto (1981)), precum și în spectacolele de la radio și televiziune.

## Activitatea politică
A avut încă din tinerețe opinii politice de stânga. În timpul celui de-al Doilea Război Mondial a făcut parte din mișcarea de rezistență antifascistă, iar din 1942 a fost membru al Partidului Comunist. După 1945, el a jucat un rol semnificativ în punerea în aplicare a politicii artistice comuniste în Ungaria. La inițiativa unor tineri artiști comuniști de la Teatrul Național din Budapesta a fost fondat în februarie 1945 un comitet politic format din cinci artiști: Tamás Major, Béla Both, Hilda Gobbi, Zoltán Várkonyi și Gusztáv Oláh.
În perioada 1957-1966 a fost membru al Comitetului Central al Partidului Socialist Muncitoresc Maghiar. A fost în două rânduri membru al Parlamentului Ungariei - în perioadele 1949-1953 și 1958-1971.

## Roluri în piese de teatru
Numărul rolurilor interpretate este, potrivit evidențelor teatrale, 110. Printre acestea se numără următoarele:
- Molière: Tartuffe (Tartuffe)
- Rahmanat: Viharos alkonyat (Polezsajev professzor)
- Madách: Tragedia omului (Az Úr, Lucifer)
- Shakespeare: Othello (Jago)
- Shakespeare: Furtuna (Caliban)
- Shakespeare: Neguțătorul din Veneția (Shylock)
- Shakespeare: Hamlet (Hamlet)
- Shakespeare: Richard al III-lea (Richard al III-lea)
- Shakespeare: Macbeth (Macbeth)
- Shakespeare: Regele Lear (regele Lear)
- Jonson: Volpone (Volpone)
- Goldoni: A fogadósné (Forlipopoli márki)
- Ibsen: Nóra (Krogstad)
- László Németh: II. József (II. József)
- Shaw: A szerelem ára (Cocane)
- Marin Držić: Dundo Moraje (Dundo Moraje)
- Brecht: Puntila úr és szolgája, Matti (Puntila úr)
- John Osborne: A komédiás (Archie Rice)
- Csurka: Döglött aknák (Moór)
- Spiró: Az imposztor (Wojciech Bogusławski)
- Csokonai: Az özvegy Karnyóné (Kuruzs)
- Bulgakov: Iván, a rettentő (Rettegett Iván)
- Bulgakov: Menekülés (Fehér főparancsnok)[Mj. 2]

## Regizor de teatru
Numărul pieselor regizate este, potrivit evidențelor teatrale, 123. Printre acestea se numără următoarele:
- Jean Racine: Andromaca[Mj. 3]
- Molière: Tartuffe
- Shakespeare: A douăsprezecea noapte
- Shakespeare: Nevestele vesele din Windsor
- Shakespeare: Hamlet
- Shakespeare: Măsură pentru măsură
- Shakespeare: Romeo și Julieta
- Shakespeare: Poveste de iarnă
- Gorki: Jegor Bulicsov és a többiek
- Brecht: Galilei élete
- Brecht: A vágóhidak Szent Johannája
- Brecht: A szecsuáni jólélek
- Goldoni: Két úr szolgája
- Goldoni: A chioggiai csetepaté
- Molière: Tudós nők[Mj. 4]

## Filmografie

### Filme de cinema
- A szűz és a gödölye (1941)

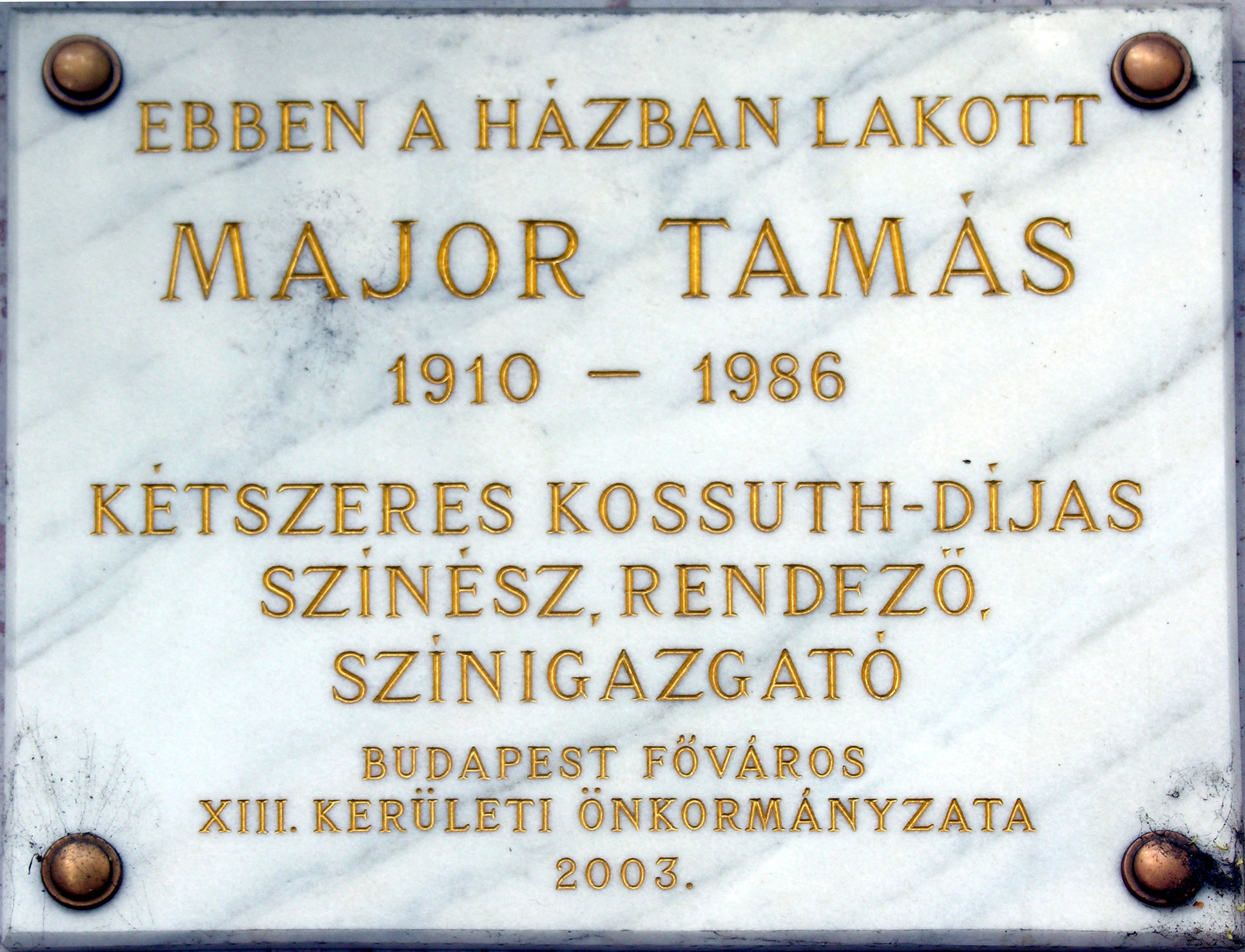
Placă în memoria lui Tamás Major pe zidul fostei sale locuințe din Pozsonyi út 40.

- 1951 Căsătorie ciudată (Különös házasság), regia Márton Keleti
- 1952 Erkel (Kölcsey Ferenc, 1952), regia Márton Keleti
- Merénylet (Halmágyi, 1960)
- 1964 Mit csinált felséged 3-tól 5-ig? (narator)
- 1964 Az életbe táncoltatott lány
- 1964 Miért rosszak a magyar filmek (Póczik)
- 1965 Nem (lakásügyi előadó)
- 1965 Fiii omului cu inima de piatră (Kázmér Baradlay)
- 1964 Kár a benzinért (igazgató)
- 1965 Caporalul și ceilalți (Albert (A tizedes meg a többiek), regia Márton Keleti
- 1966  Egy magyar nábob (Griffard)
- Hideg napok (Grassy ezredes, 1966)
- És akkor a pasas...1966
- 1966 Înnorare trecătoare (Változó felhőzet), regia Márton Keleti
- 1967 A múmia közbeszól (Fáraó)
- 1967 Cele trei nopți ale unei iubiri (Egy szerelem három éjszakája), regia György Révész
- 1968 Falak
- 1968 Egri csillagok (Szulejmán)
- 1969 Szemüvegesek (Náray)
- 1969 Az oroszlán ugrani készül (Kálmán)
- 1969 Alfa Romeo și Julieta (Alfa Romeó és Júlia), regia Frigyes Mamcserov
- 1970 Vis de dragoste (Szerelmi álmok - Liszt), regia Márton Keleti
- 1971 A gyilkos a házban van (házmester)
- 1972 A magyar ugaron
- Régi idők focija (Kerényi úr, 1973)
- A Pendragon legenda (James Morvin, 1974)
- Déryné, hol van? (Jancsó, öreg színész, 1975)
- Ereszd el a szakállamat! (Maracskó Béla, 1975)
- Szabadíts meg a gonosztól (1979)
- Circus maximus (Bárdos, 1980)
- Ripacsok (Dr. Molnár Géza, elmeorvos, 1981)
- Mephisto (Oskar Kroge, 1981)
- Szerencsés Dániel (nagypapa, 1983)
- A csoda vége (1983)
- Hanyatt-homlok (1984)
- Csak egy mozi (1985)
- Colonelul Redl (Redl ezredes, 1985)
- A nagy generáció (1986)

### Filme de televiziune
- A helység kalapácsa (1965)

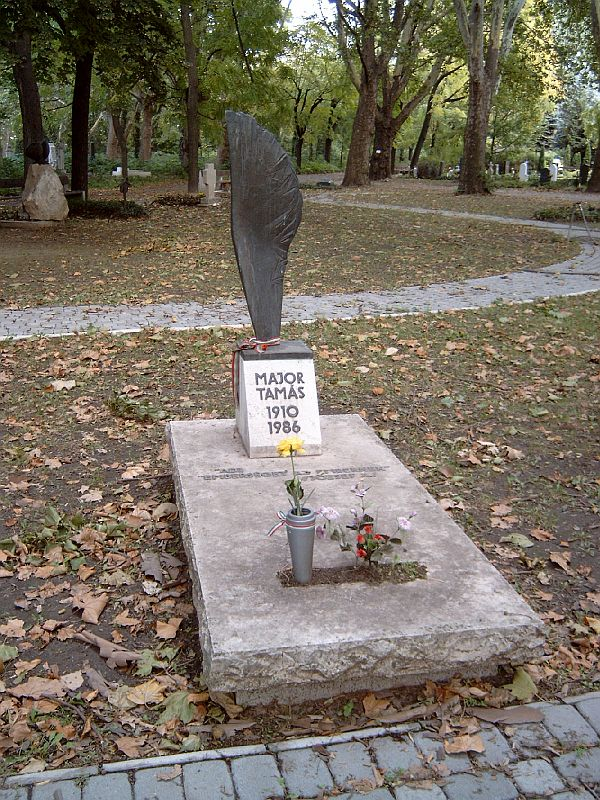
Mormântul lui Tamás Major din Cimitirul Kerepesi din Budapesta: 42/1-a-12. Monument realizat de András Beck

- Szilveszter 20 éven felülieknek (1965)
- A denevér (1965)
- A szerelem ára (1967)
- Sellő a pecsétgyűrűn (1967)
- Jaguár (1967)
- Mocorgó (1967)
- VII. Olivér (1969)
- A frankhamisítás (1971)
- Fekete macska (1972)
- Férfiak mesélik (1972)
- III. Richard (1973)
- Ficzek úr (1974)
- Aranyborjú (1974)
- Volpone (1975)
- Déryné, hol van? (1975)
- Az Isten is János (1977)
- Császárlátogatás (1977)
- Imre (1979)
- Nők iskolája (1982)
- A csoda vége (1983)

## Premii, medalii
- Premiul Kossuth (1948, 1955)
- Maestru al artei (1950)
- Premiul SZOT (1969)

## Legături externe
- Major Tamás la PORT.hu
- Major Tamás az Internet Movie Database oldalain
- A budapesti Katona József Színház hivatalos honlapja
- A Katona József Színház bemutatói, 1982–
- A XXI. század című műsor epizódja Arhivat în 1 decembrie 2017, la Wayback Machine. – RTL Klub.hu, 2010. január 12.
- A teátrális demokrácia útjai – Cseh Katalin tényfeltáró írása, Színház.net
- 1956-ban a színészek is akcióztak – Index, 2012. október 21.
- Major Tamás, akit az ÁVH vezetője képzett ki mozgalmárnak Arhivat în 1 decembrie 2017, la Wayback Machine. – Origo, 2017. június 29.